# Sexion d'Assaut
Sexion d'Assaut е френска рап група формирана през 2002 г., състояща се от 8 рапъра, принадлежаща на лейбъл-а Wati B.
Техният албум L'école des points vitaux, който излиза през 2010 г., става тройно платинен. Албумът En attendant l'Apogée: Les Chroniques du 75 Vol. 2, издаден през 2011 г., и скорошния L'Apogée (март 2012 г.), стават респективно платинен и тройно платинен.

## Настоящи членове
- Maître Gims – Любимецът на френската публика. Той главно изпълнява припевите, но има и много добър и бърз flow, а и текстовете му са смислени и интересни.
- Black Mesrimes (Black M) – Най-отличаващият се от групата. Много енергичен, има си собствен и единствен стил както когато рапира, така и като image. Във всяка песен изпъква със своя „боен вик“ – ХММ, а в клиповете се отличава с големите си опулени очи.
- Maska – Единственият бял от групата. Неговият рап е по-философски и използва доста поговорки в куплетите си, а и най-вероятно е този с най-много „punchlines“: „Même le plus grand des boxeurs n’évite pas les coups du destin“, в превод: „Дори най-великият боксьор не може да избяга от ударите на съдбата“.
- Doomams – И той е по-философкси настроен, с тих и отличаващ се глас – „Dans le passé il y avait plus de futur qu’aujourd’hui“, в превод: „В миналото имаше повече бъдеще от днес“.
- Lefa – Най-“лудият“ и шеговит член на групата. Той никога не си показва очите. Lefa много умело си играе с думите, като ги разделя на срички, за да се римуват.
- JR O Crom – Най-ритмичният от тях. Почти всеки куплет е изпят на един дъх, без никаква пауза.
- Barack Adama – „Президентът“. В рапа му има широка употреба на игри на думи и алитерации. Той най-много се занимава с изпипването на инструменталите, куплетите и записите на песните.
- L.I.O. – Един от основателите на групата, но последните няколко години запазва маргинална роля и рядко участва в песните.